# 유하오구

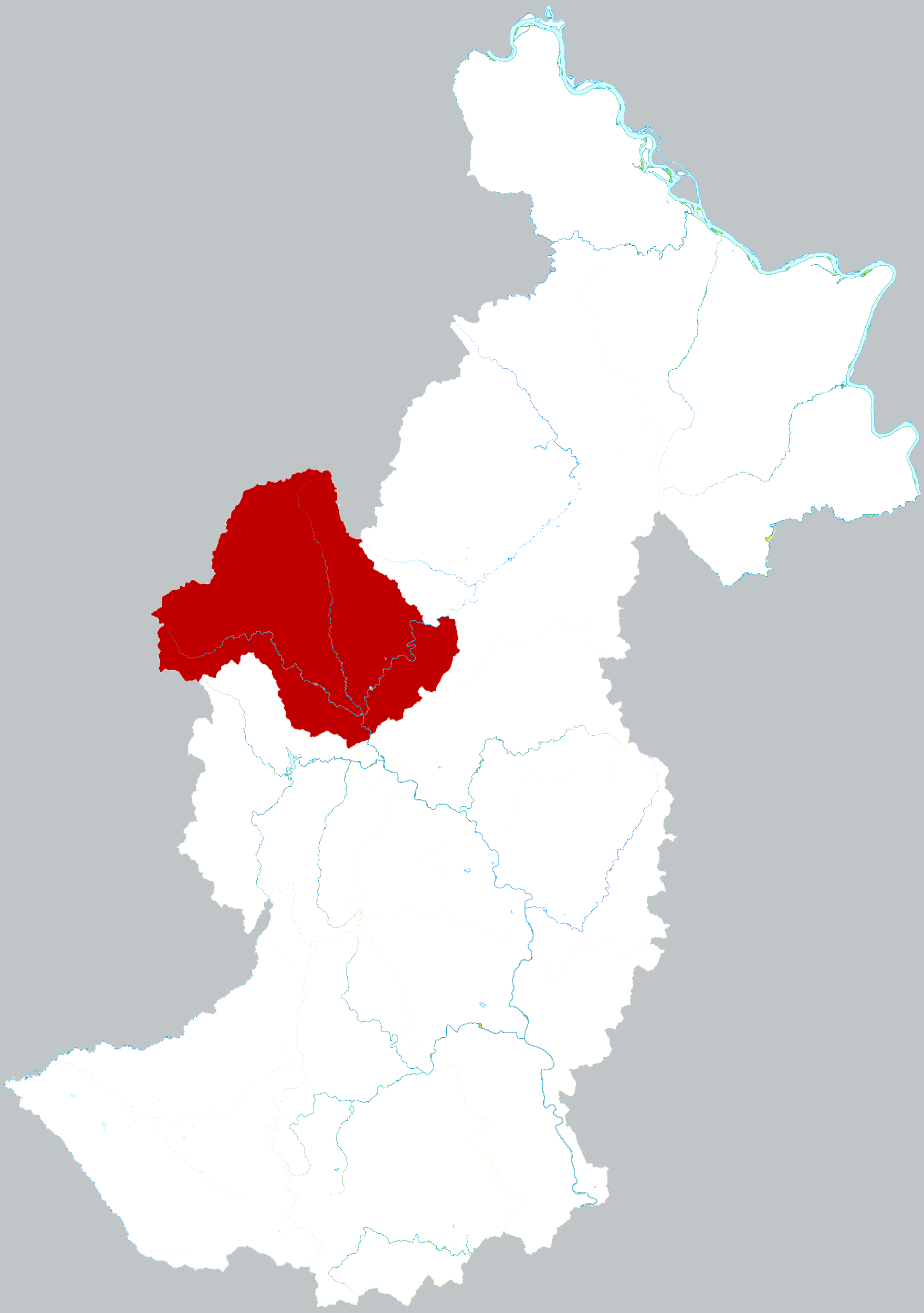

유하오구(한국어: 우호구, 중국어: 友好区, 병음: Yǒuhǎo Qū)는 중화인민공화국 헤이룽장성 이춘 시의 행정구역이다. 넓이는 2366km2이고, 인구는 2007년 기준으로 70,000명이다.

## 행정 구역
3개 가도를 관할한다.
- 가도: 友好街道, 双子河街道, 铁林街道.